# 고토 쇼지로
고토 쇼지로(일본어: 後藤 象二郎 ごとう しょうじろう[*], 덴포 9년 음력 3월 19일(1838년 4월 13일) ~ 메이지 30년(1897년) 8월 4일)는 막말의 도사 번사이다. 메이지 시대에는 정치인 겸 기업인이다. 고치성 출신으로 고모부이자 양부인 요시다 도요와 함께 야마우치 요도의 번정 개혁을 뒷받침했다. 도요의 암살 후 존왕양이파들의 쿠데타로 실각했다. 8월 18일의 정변으로 도사 번 참정자리에 복귀한 그는 도사상회를 설립해 번의 근대화를 꾀했으며, 사카모토 료마가 제출한 선중팔책을 요도 공에게 올려 대정봉환을 이룩하는 등 메이지 유신에의 공을 인정받아 일본 귀족 관위 정2위 백작에 올랐다. 메이지 신정부 때는 미쓰비시 그룹 총수 이와사키 야타로와 함께 구채권을 매점해 큰 돈을 벌기도 했다. 이후 자유당과 진보당을 결성하는 등 메이지 시대의 자유민권운동을 이끌었다. 이타가키 다이스케, 사사키 다카유키와 함께 도사 3걸의 하나로 꼽히나, 미쓰비시 그룹과 부당 내부 거래, 뇌물수수 사건 등 정경유착의 부도덕성으로 오명을 썼다.
아명은 호야타(保弥太) 혹은 료스케(良輔). 휘는 마사모토(正本)에서 모토하루(元曄)로 변경했고, 자는 모토하루(日曄), 조야(暢谷), 후토오(不倒翁) 등이며, 아호는 조야(暘谷), 운주(雲濤), 고카이(光海), 오코(鷗公) 등이다.

## 생애

### 유년기

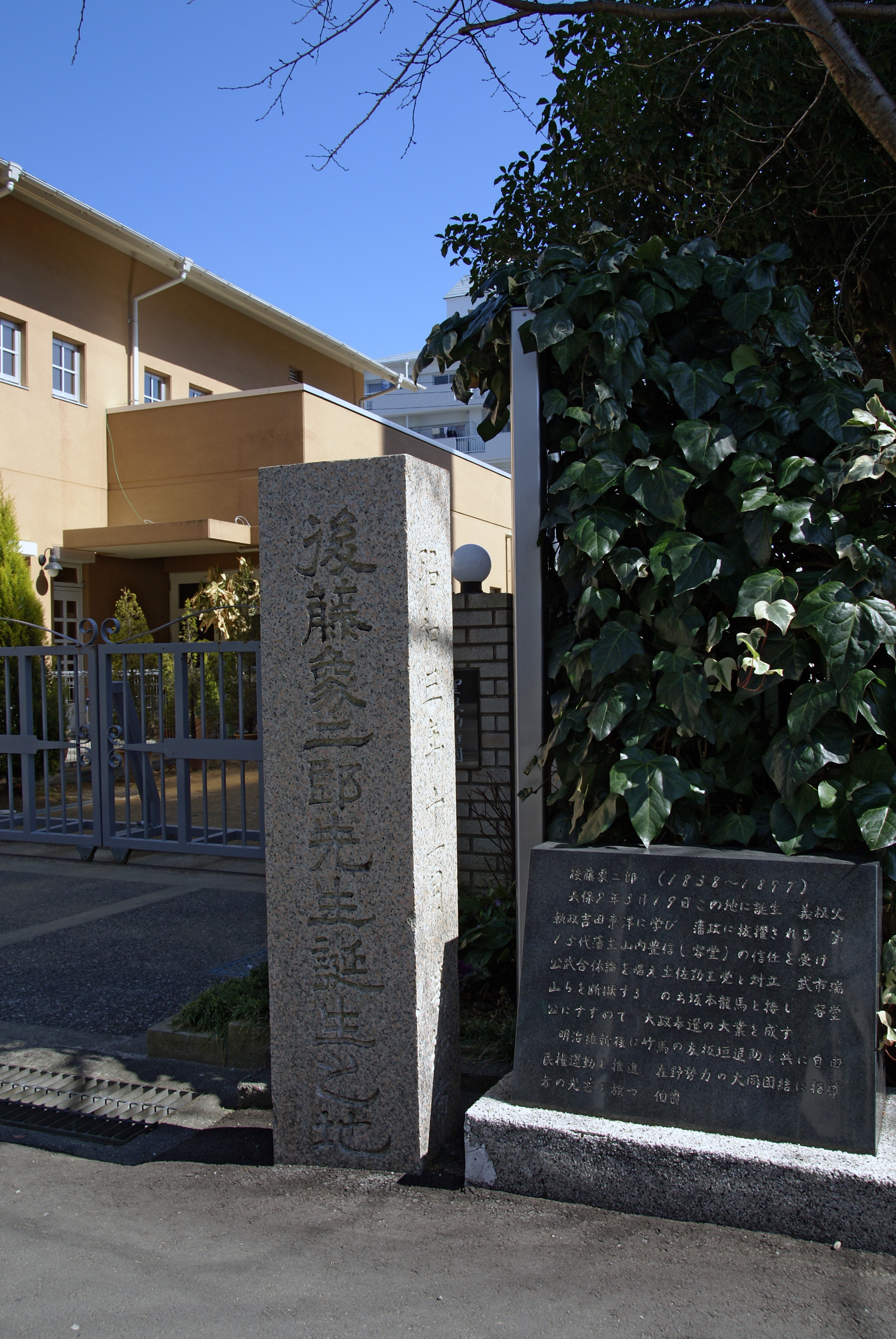
고토 쇼지로 생가터(고치시)

그의 집안은 야마우치 가문의 누대의 가신으로 녹봉 150석의 상급무사(上士) 가문이었다. 그의 아버지 고토 마사하루(後藤正晴)는 우마마와리가쿠(馬廻格)로 도사 번청이 있는 고치성에서 행정 서기일을 했으며, 성아랫거리 가타마치(片町)에 살면서 1838년(덴포 9년) 음력 3월 19일 장남 쇼지로를 낳았다. 쇼지로는 어릴 적 아버지를 잃고 고모부 요시다 도요에게 맡겨져 길러졌다. 당시 토요는 사숙을 열어 쇼린주쿠(少林塾)란 이름으로 후학들을 길렀는데 처조카 쇼지로도 여기 다녔다. 또한 지쿠고국 야나가와 번사 오이시 다네마사(大石種昌)에게 오오이시신카게류(大石神影流) 검술을 배워 수련했다.

### 청년기와 막말

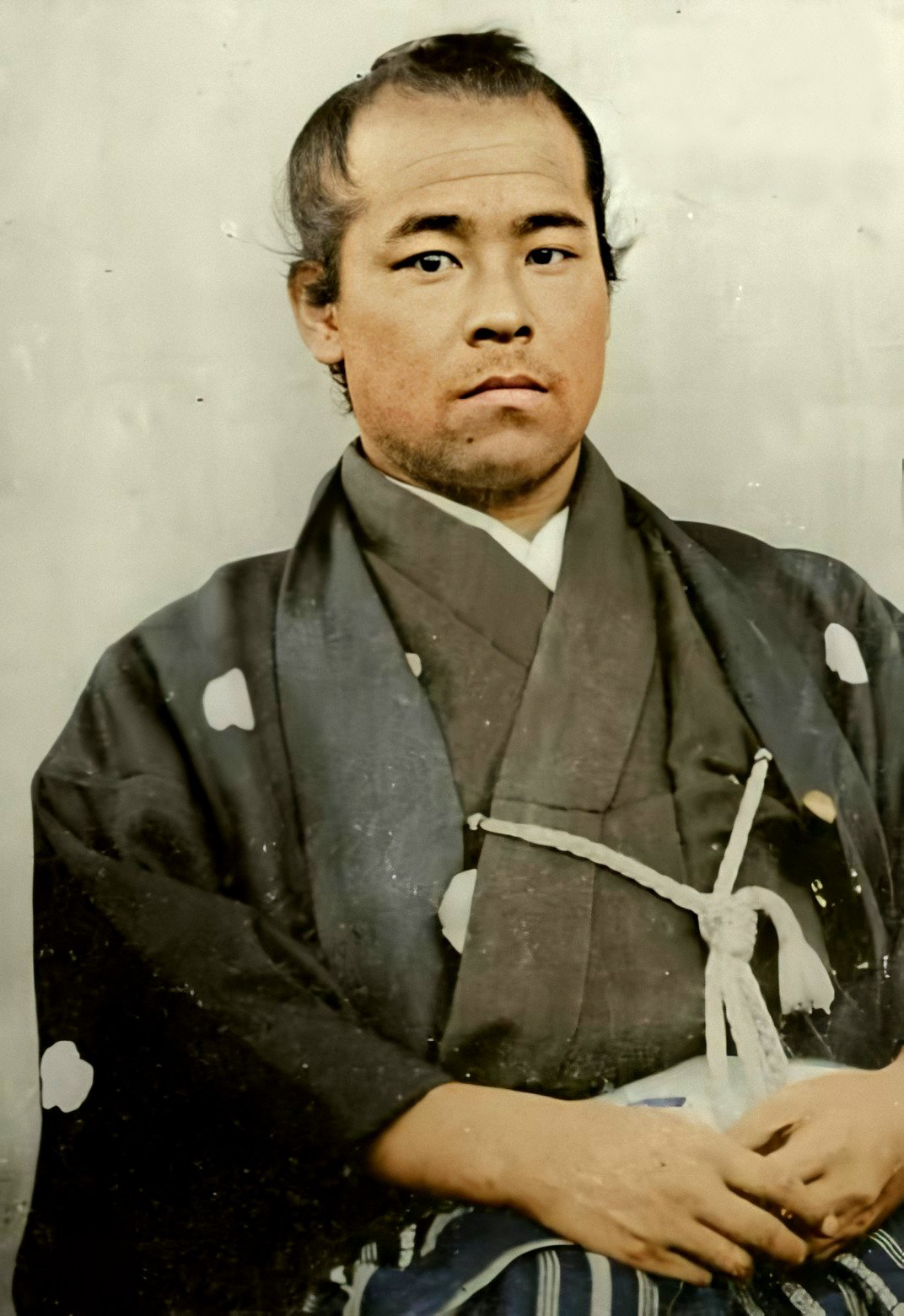
도사번 도사 시대의 쇼지로

1858년(안세이 5년) 안세이 대옥이 있었던 즈음에 도사번 참정 요시다 도요의 추천으로 하타 군 부교(幡多郡奉行)에 올랐다.
1860년(만엔 원년) 오사카 주재 도사 번저 건축 총책임을 맡아 후신부교(건축책임자,普請奉行)에 전임됐다.
1861년(분큐 원년) 긴슈메쓰케(행정 감사역, 御近習目付)에 올라 번정 개혁을 보좌했다.
1862년(분큐 2년) 고모부이자 양아버지였던 요시다 도요가 세 자객의 손에 비명횡사했다. 범인 색출을 위해 온갖 수를 다 썼으나 실패했고, 곧 일어난 도사근왕당 등 존왕양이 파의 쿠데타로 그 역시 실각했다.
1863년(분큐 3년) 에도 유학길에 올라, 가이세이쇼(開成所)의 오토리 게이스케(大鳥圭介)에게 영어를, 아이즈 번사 다카하시 긴베(高橋金兵衛)에게 항해술을 배웠다.
1864년(겐지 원년) 약 1년에 걸친 유학 끝에 번정에 복귀했다. 당시 정계 은퇴 상태였지만 실상 막후에서 번정을 조종하던 야마우치 요도 공의 신뢰를 얻어 다이칸사쓰(감찰 총책임, 大監察)에 이어 참정(번내 최고 집정)에 올랐고 공무합체 파로서 임무를 다했다.
1865년(게이오 원년) 음력 윤 5월 11일, 다케치 즈이잔을 체포해 구금하고 도사근왕당을 일망타진했다. 이후 다케치 즈이잔은 영주의 명으로 할복, 그 외 히라이 슈지로, 오카다 이조 등 당원들이 차례차례 처형됐다.
1866년(게이오 2년) 도사 번 참정으로서 도사상회를 설립하고 사쓰마번과 나가사키를 연결해 무역 운송업에 나섰다. 후일 미쓰비시 그룹 총수가 되는 이와사키 야타로를 발탁해 나가사키 지점장으로 고용했으며, 이후 사카모토 료마의 가이엔타이(海援隊)를 거느리고 증기선 운송에 나서기도 했다. 이 때 사카모토 료마의 주선으로 사쓰마번, 조슈번과 회담을 가지기도 하고 존왕양이 파 탈번 낭인들을 포섭해 도사 번이 메이지 유신의 한 축을 담당토록 했다.
1867년(게이오 3년) 왕정복고 및 서양식 의회 설치 등 정치적 개혁안 등을 담은 사카모토 료마의 선중팔책을 고토 쇼지로 자신의 서명으로 야마우치 요도에게 올려 대정봉환의 밑그림을 완성했다. 도사 번의 교토 주재 간부들인 데라무라 미치나리, 마나베 마사무네, 후쿠오카 다카치카 등의 찬성으로 사쓰마번과 삿토 맹약을 맺어 대정봉환을 결의했다. 그러나 이카루스 호 사건의 처리를 놓고 도사 번이 영국공사 해리 파크스(Harry Parkes)와의 교섭으로 시간을 지체하면서, 막부 타도가 목적인 사쓰마번에게 트집을 잡혀 삿토 맹약은 파기됐다. 사쓰마와의 제휴가 물거품이 된 후에도 대정봉환에 대한 노력은 계속돼, 10월 13일 주군 야마우치 요도의 서명을 넣은 대정봉환 상소문(建白書)을 막부에 제출했다. 10월 14일에는 세이이대장군 도쿠가와 요시노부가 대정봉환을 전격 수용했으며 이에 대한 공으로 고토 쇼지로는 녹봉 7백석의 쥬로가쿠(中老格)에 올라 도합 1천 5백 석 녹봉을 자랑하게 됐다.
메이지 원년(1868년)에는 파크스 습격사건 진압의 공으로 나카이 히로시(中井弘)와 함께 영국 빅토리아 여왕으로부터 명예의 보검을 증정받기도 했다. 메이지 유신이 성공하자 영지 1천 석을 가증받았다.

### 메이지 유신 이후

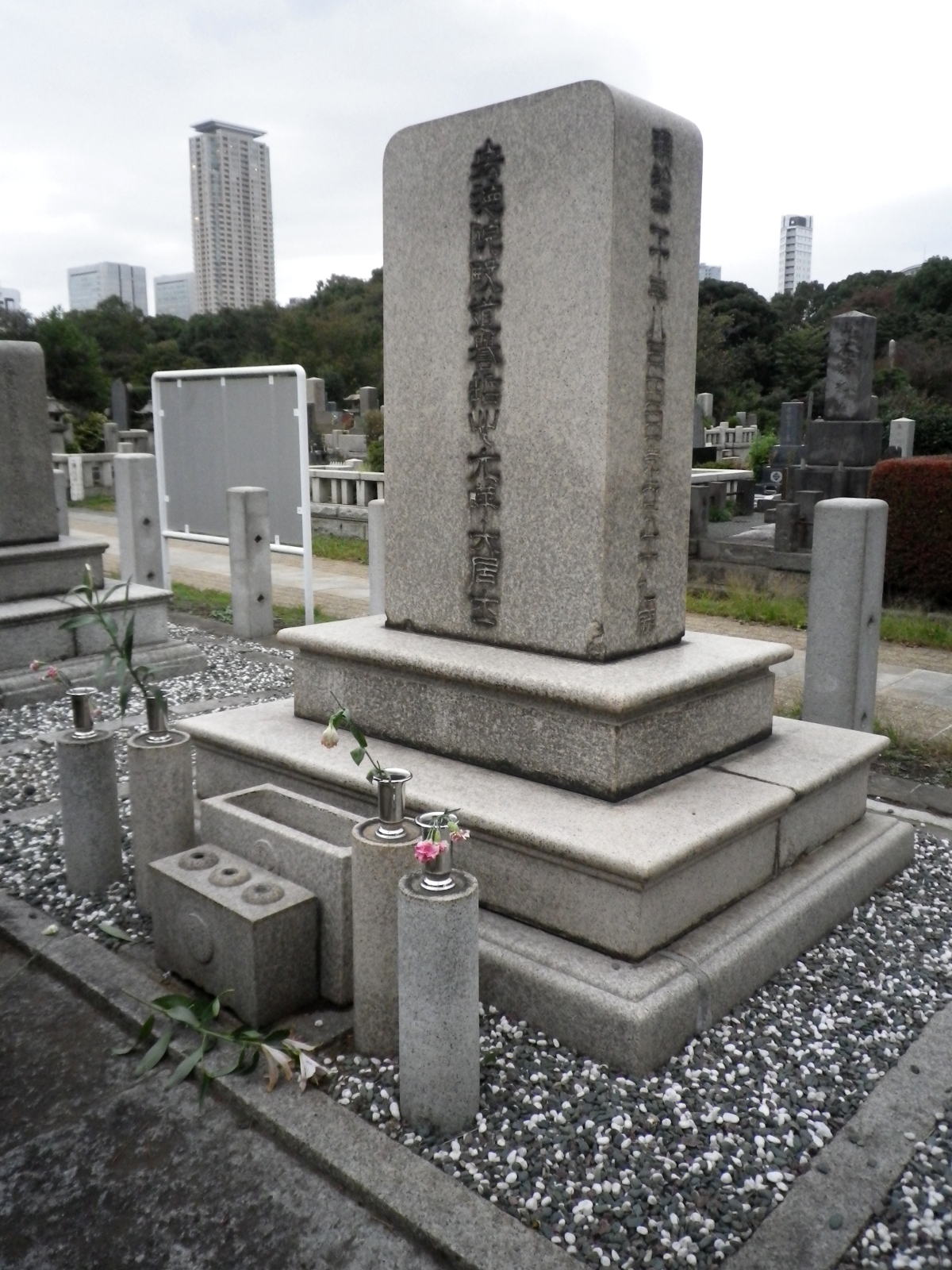
고토 쇼지로의 묘

메이지 신정부 하에서 오사카 관선지사, 산요(参与), 좌원의장(左院議長), 참의(参議), 상공부 대신(工部大輔) 등 요직을 거쳤다. 메이지 정부가 폐번치현 후 옛 번들의 사설 통화나 채권 등을 일괄매입해 교환할 때, 이와사키 야타로에게 금 10만 냥을 준비시켜 구채권을 매점하고 신정부에 비싼 값에 매도해 거액을 챙겼다. 오쿠보 도시미치, 오쿠마 시게노부 등도 배후에 있었다. 이후 미쓰비시 재벌의 해운 독점을 도와 일본 재벌 탄생의 산파역이 되기도 했다.

1873년(메이지 6년) 정한논쟁(征韓論争)에서 정한반대를 지지하는 이와쿠라 도모미 등에게 밀려, 이타가키 다이스케(板垣退助), 사이고 다카모리(西郷隆盛) 들과 함께 하야했다. (메이지 6년 정변) 그 후 이타가키나 에토 신페이(江藤新平), 후쿠시마 타네오미(副島種臣) 등과 함께 애국공당을 결성하고 민선의원 설립 상소문(民撰議院設立建白書)에 이름을 올렸다.

1874년(메이지 7년) 호라이샤(蓬莱社,봉래사)를 설립하고 증기선 해운, 근대적 제당, 탄광, 금은광 개발 등에 손을 뻗쳤다. 정부로부터 당시 약 55만 엔의 자금을 지원받아 다카시마 탄광을 개발하는 등 성과를 올렸으나 설립한 지 2년 만에 경영난으로 문을 닫아야 했다. 후쿠자와 유키치의 주선으로 이와사키 야타로의 미쓰비시 그룹에 회사를 매각했다.

1881년(메이지 14년) 자유당을 결성한 그는 이타가키 다이스케에 이어 부당수에 올랐다. 당시 이타가키나 고토를 비롯한 일본의 자유민권 운동가들이 대동단결운동(大同団結運動)을 추진하나 점차 친정부적인 색깔을 드러내고 군국주의에 동화됐다.

1883년(메이지 16년) 후쿠자와 유키치의 요청으로 김옥균과 만났다. 후쿠자와는 김옥균을 비롯한 조선 개화당을 지원하도록 고토에게 부탁했고, 이에 그는 프랑스 공사에게 증기선을 빌려 조선에 보낼 계획까지 세우나 흐지부지됐다.

1887년(메이지 20년) 일본 귀족원에서 백작의 봉작을 받았다. 또한 자유당을 해체시킨 후 진보당(進歩党)을 결성해 구로다 내각이나 1차 마쓰가타 마사요시 내각에 체신대신(逓信大臣)으로 참여했다. 이후 제2차 이토 내각(伊藤内閣) 시기에 농상무대신(農商務大臣) 등을 역임했다.

1894년(메이지 27년) 5월, 상품거래소 뇌물 수수사건(収賄事件)의 책임을 지고 농상무대신직을 자진사퇴했다.

1896년(메이지 29년) 여름 심장병을 얻어 하코네 온천에 요양하러 이주했고, 이듬해 8월 4일 심근경색으로 사망했다. 향년 59세. 묘는 도쿄도 미나토구 아오야마 영원(青山霊園)에 있다.

## 기타
- 그가 통명을 쇼지로(象二郎)라 했던 건 도사 번주 야마우치 요도와의 첫대면에서 '너, 요시다 도요하고 판박이구나(吉田東洋に象れ)'라고 해 판박이란 뜻의 '象'자를 넣었다고 한다.
- 일본인으로서 최초로 루이 비통의 고객이 된 것으로도 알려져 있다. 1882년 입헌정치 견학 목적으로 유럽 시찰에 나선 그는 이타가키 다이스케와 파리 (프랑스) 비통 본점에 들려 구두를 구입했는데, 당시 고객 명부에 'Goto'라 기재돼 있다고 한다. 직접 신지 않고 이타가키에게 선물했다고 하는데, 이타가키는 일본에 귀국해서도 그 신발을 애용해 현재 고치 시립 자유민권기념관에 전시 중이다. 이에 반해 2011년 9월 17일 자 아사히 신문 기사에는 루이 비통의 최초 구입자가 고토가 아닌 이타가키로 그가 구입한 폭 75 cm,길이 42 cm, 높이 35cm의 트렁크에 'I T A G A K I'라 아로새겨져 있으며 그의 현손 오야마 토모카즈(小山朝和,당시 60세) 씨가 도쿄 자유민권기념관에 기증했다고 적고 있다.[4]
- 사카모토 료마의 제안으로 알려져 있는 선중팔책에 의해 요도가 대정봉환을 막부에 진언했다. 사카모토가 탈번 죄를 벗도록 직접적으로 관여한 것은 물론 가쓰 가이슈(勝 海舟)이나 도사 번 측 막후에서 힘을 쓴 것은 고토 쇼지로로 여겨지고 있다.
- 교토 니조성에서 있었던 대정봉환 당일, 사쓰마,도사,히로시마,비젠,우와시마 번의 다섯 대표가 남아 쇼군 도쿠가와 요시노부와 담판을 짓던 그 때 도사 번 대표로 그 자리에 있었던 고토 쇼지로는 진땀을 엄청나게 흘렸었다고 회고했다. 옆에서 보고 있던 구와나 번주 마쓰다이라 사다아키(松平定敬)는 그 때 고토의 모습을 두고, '과연, 얼굴, 목뿌리의 흐르는 땀이 심히 그러하다(成る程、額・首筋の流汗は甚だしかりき)'고 말한 바 있으며, 담판을 마친 동료 대표들도 진땀을 흘리던 고토를 입에 올렸다고 한다.
- 그는 태평양의 풍광을 좋아해 1886년 일본 가나가와현 경계의 유명 휴양지 아타미(熱海, 시즈오카현)에, 그리고 1890년엔 아타미에서 멀지 않은 가나가와현 오이소(大磯)에 별장을 지었다. 또한 같은 가나가와현 히라쓰카시 소데가하마(袖ヶ浜)에도 별장을 짓고 니센안(二扇庵)이라 명명했다고 한다.
- 애국공당의 동지 에토 신페이(江藤新平)가 사가의 난을 일으킬 당시, 오쿠보 도시미치가 에도를 체포하고자 용의자 사진을 찾다가 에토와 친분이 있던 고토에게 그 사진이 있음이 알려져 경시청에서 사진 제출을 요구한 적이 있었다. 그러나 고토는 '친구가 체포를 당하는데 우정을 기념하는 사진을 넘기다니 에토에게 너무나 면목이 없다(友人を縛する手掛かりに、おれの記念せる写真を差し出せとは真平御免なり。)'라며 어떤 처분을 받더라도 감수할테니 멋대로 하라 큰소리를 쳤다 한다. 에토가 체포된 후 후쿠시마 타네오미, 이타가키와 함께 자신들의 공훈과 바꿔서라도 에토의 죄를 감형해 줄 것을 정부에 탄원했다고 한다.
- 고토의 옛 저택 중 하나가 현재 테레비 나가사키(テレビ長崎)의 사옥 자리라 사옥 한 켠에 고토 쇼지로 저택 유적비가 서있다.

## 참고 문헌
- 센다 미노루(千田稔) '메이지・다이쇼・쇼와 귀족사건록(明治・大正・昭和 華族事件録)' p144 ~ p150, 신쵸샤(新潮社), 2005년 발행 ISBN 978-4-404-02976-8
- 게이오 의숙 편찬 '후쿠자와 유키치 서간문집(福澤諭吉書簡集)' 제2권(1880년 서찰), 이와나미쇼텐(岩波書店), 2001년 3월 발행 ISBN 978-4-00-092422-1
- 미야모토 마타오(宮本 又郎) 著- 메이지초기의 기업과 기업가(明治初期の企業と企業家), 가미카타의 연구(上方の研究) 제2권 p266 ~ p298, 세이분도출판(清文堂出版), 1975년 발행. 현재는 경제사재고(経済史再考)―일본경제사연구소 개소 70주년 기념문집(日本経済史研究所開所七〇周年記念論文集) 단행본 속에 묶여 2003년 5월 재출간됨. ISBN 978-4-7842-1153-1

## 같이 보기
- 자유민권운동
- 자유당 (일본, 1890년)